# 1882年の大彗星
1882年の大彗星 (Great Comet of 1882) とは、1882年に太陽に接近し、大彗星となったクロイツ群の彗星である。この彗星は、見かけ上太陽のすぐ脇にあっても、天体として認識できるほど明るくなった。彗星の命名規則による符号はC/1882 R1。1882年9月の大彗星とも呼ばれる。

## 発見
C/1882 R1は、1882年9月の朝に突然現れ、すでに肉眼で見える明るさとなっていた。南半球の人々が観測し、一番古い記録は、9月1日に喜望峰とギニア湾で観測された記録である。ただし、ニュージーランドのオークランドで9月3日に報告されたのが最古とする説もある。天文学者による最初の記録は、ケープタウンにおけるウィリアム・ヘンリー・フィンレイの記録である。彼は9月7日16時(GMT)に3等級で約1度の長さの尾を持った彗星と記録している。

## 大彗星へ
その後、C/1882 R1は急激に明るくなった。9月13日には木星に匹敵する明るさとなり、尾の長さも12度となった。9月16日には尾が中央で分割されているのが見えるようになった。また、その日には白昼でも見えるようになった。9月17日にはたった14分間でも明るさが変化するのがわかり、また金星よりもはるかに明るくなった。この時の尾の長さは1度と短くなったが、これは尾が太陽の反対方向に向くため、地球から見ると角度が浅いためである。
1882年9月17日にC/1882 R1は近日点に達した。近日点距離はたったの116万km(0.00775AU)であり、太陽表面からの距離は46万kmと極めて近い。C/1882 R1は近日点付近の太陽に極めて近い距離でも、太陽に次ぐ明るさの天体として認識された。視等級は推定-17等級であったと推定される。
フィンレイは減光フィルターを用いて太陽に接近するC/1882 R1を観測した。太陽の裏側に隠れる直前まで太陽の縁から尾が見えており、「まるで沸騰しているようだ」と述べている。そして太陽の裏側に隠れると、C/1882 R1は急激に見えなくなり、尾も観測されなくなった。通過には1時間58分かかったとされる。
デービッド・ギルは、9月18日に、それまでは確実に1つであったC/1882 R1が4つに分裂して見えることを報告している。これは、C/1882 R1の核が、太陽に接近しすぎて、潮汐力によって分離したと考えられている。

## 近日点通過後
近日点通過後の9月30日、フィンレー とエドワード・エマーソン・バーナードは、C/1882 R1の核が細長く見えること、それが2つに分裂して見える事に気づいた。10月17日には、これが少なくとも5つに分裂して見え、明るさが変化する事に気づいた。ダストトレイルは10月中旬まで観測された、10月18日には少なくとも核が6つに分裂したとの報告がなされた。最終的には核が6つから8つに分裂したとされる。核の分裂によって、近日点通過後暗くなる彗星が一時的に再び明るくなり、12月には明るさのピークに達した。
その後は明るさが徐々に減っていったが、分裂したにもかかわらず1883年2月までは肉眼で見えた。観測された最後の確実な記録は1883年6月1日 のベンジャミン・グールドのゴルドバでの観測記録である。

## 軌道の性質
C/1882 R1の軌道の研究は発見当初からなされた。最初は1843年の大彗星 (C/1843 D1) と1880年南天の大彗星 (C/1880 C1) は軌道がよく一致しており、はじめはC/1882 R1の回帰と思われていたが、その後の研究によって4つの核の軌道がわかり、実際に回帰するのは最も短いA核でも669年後の2551年、最も長いD核では952年後の2834年 と考えられている。
ハインリヒ・クロイツはC/1882 R1の軌道を計算し、C/1882 R1と似た軌道を持つ、太陽に非常に近づく彗星群が、1つの巨大な彗星が砕けた無数の破片に由来すると示した。後にこれらの彗星はクロイツの名前を由来とするクロイツ群と呼ばれる事になる。また、C/1882 R1とドゥ・トイト彗星 (C/1945 X1)、池谷・関彗星 (C/1965 S1)は軌道が非常に似通っていることから、X/1106 C1と呼ばれる彗星の分裂した破片であるとする説もある。